# مسجد عماری
مسجد عماری مربوط به دوره صفوی -اوایل دوره قاجار است و در شهرستان بیرجند، روستای عماری واقع شده و این اثر در تاریخ ۱۰ دی ۱۳۸۱ با شمارهٔ ثبت ۶۶۵۹ به‌عنوان یکی از آثار ملی ایران به ثبت رسیده است.